# Die Frau des Weisen
Die Frau des Weisen ist eine Novellette von Arthur Schnitzler über eine nach Jahren stattfindende Wiederbegegnung mit einer früheren Liebschaft, deren plötzliches Ende nun geklärt wird. Sie wurde 1896 fertiggestellt und erschien ab dem 2. Januar 1897 in drei Fortsetzungen in der Wiener Wochenschrift Die Zeit. Im folgenden Jahr wurde daraus der titelgebende Text für die erste Novellen-Sammlung des Autors (S. Fischer, Berlin 1898).

## Erstausgabe
Die Erstausgabe erschien im Frühjahr 1898 bei S. Fischer zusammen mit vier weiteren Novelletten:
- Ein Abschied
- Der Ehrentag
- Blumen
- Die Toten schweigen

## Inhalt
Im Sommer erholt sich der Ich-Erzähler von seiner Promotion, deren Abschluss einen Monat zurückliegt, in einem dänischen Seebad. Fräulein Jenny, die er im "heurigen Mai" noch so liebte, hat dann im Juni einen anderen geheiratet. Das ist halb so schlimm, denn Frau Friederike ist angekommen. Sieben lange Jahre hat der Ich-Erzähler Friederike nicht gesehen. Die Dame reist mit ihrem vierjährigen Söhnchen und will sich in vierzehn Tagen mit ihrem Mann in Kopenhagen treffen. Der Gatte ist der ehemalige Hauswirt des Ich-Erzählers. Wenn der Ich-Erzähler an das Ende seiner Gymnasialzeit, das sieben Jahre zurückliegt, denkt, dann macht er sich schon ein paar Gewissensbisse und fragt: Was hatte Friederike um seinetwillen von ihrem Gatten erdulden müssen. Vielleicht, so denkt er weiter, muss sie heute noch leiden.
Das war so gewesen: An dem Tage, als der Ich-Erzähler nach beendeter Gymnasialzeit die Heimreise antreten soll, kommt Friederike zu ihm auf das Zimmer und küsst ihn. Während des Kusses öffnet sich leise die Tür und Friederikens Mann steht da. Als der Ich-Erzähler aufschreien will, ist der Ehemann schon wieder fort; hat die Tür geschlossen. Als der Ich-Erzähler dann in seinen Heimatort zurückgekehrt war, hatte er angenommen, dass der Mann Friederike verziehen, dass sie bereut hatte. Der Ich-Erzähler liebt Friederike immer noch. Die Zuneigung wird erwidert. Nun muss er aus ihrem Munde erfahren, alles war ein klein wenig anders. Der Ehemann hatte sich so leise genähert, dass Friederike zwar sein Erscheinen gefürchtet, aber nicht wahrgenommen hatte. Es war ihr nur so gewesen, als ob jemand käme. Der Ich-Erzähler bekommt durch geschicktes Befragen heraus, der Ehemann hatte den Vorfall gegenüber Friederike später nie erwähnt. Nach dieser Enthüllung ist der Ich-Erzähler ernüchtert. Friederike erscheint ihm auf einmal wie eine Fremde. Er reist auf Nimmerwiedersehen ab.

## Erklärung des Titels
Die vom Protagonisten mit plötzlicher Abkühlung seiner Leidenschaft erlebte Erfahrung („erstarrte etwas im Innern“) ist Ausdruck der Niederlage in der Auseinandersetzung mit dem betrogenen Ehemann. Da dieser, trotz Wissen über den Kuss und überraschenderweise für den Protagonisten, keinen Konflikt hervorrief, sondern die Intimität mit Schweigen überging, gewann er längerfristig die Überhand. Denn auf diese Weise dem Generationenkonflikt entgehend, dass ihn seine Frau für einen jüngeren Mann verlassen könnte, macht aus dem Gymnasialprofessor einen „Weisen“. Er hat, durch sein Ruhe-Bewahren dafür gesorgt, dass auch sieben Jahre nach dem Kuss seine Frau – wie der Titel es auch ausdrückt – die seine ist. Sie ist nicht Herrin ihres Schicksals, weil der Mann es „überwacht“ und jederzeit beenden kann.

## Rezeption
- Hofmannsthal schreibt am 16. Januar 1897 an Schnitzler: "Ich war von der Führung des Schlusses überrascht wie von einer völlig unerwarteten und doch unendlich einfachen naheliegenden Lösung... Auch ist alles Äußerliche, das den Fortgang der Handlung unterstützt, wunderschön sparsam und durchsichtig."[1]
- Der Ich-Erzähler wendet sich schließlich von Friederike ab, weil ihm eine nichts ahnende Frau, der sieben Jahre lang schweigend von ihrem Mann verziehen wurde, nicht ganz geheuer ist[2]. Zudem steht ihre Stärke, ihre Überlegenheit über den Mann, im Widerspruch zu seinem Rollenverständnis von Mann und Frau[3].
- Friederikes Ehemann ist weise, weil er zu dem Vorfall schweigt und so seine Ehe rettet.[4]